# Temple de Minerve Medica
Le temple de Minerva Medica est un temple romain construit durant la République romaine sur l'Esquilin à Rome. Ce temple ne semble avoir laissé aucune trace. Depuis le XVIIe siècle, les ruines romaines antiques d'un édifice datant du IVe siècle situé également sur l'Esquilin et qui pourrait avoir servi de nymphée sont identifiées à tort comme celles du temple républicain.

## Localisation

### Le temple républicain
Le temple est cité dans les Catalogues régionnaires pour la Regio V, entre le Campus Viminalis et le temple d'Isis Patricia, ce qui pourrait amener à le localiser dans la partie septentrionale de l'Esquilin. Toutefois, le temple pourrait plutôt être situé sur la via Curva (moderne Via Carlo Botta), juste à l'ouest de la via Merulana, où ont été découvertes en 1887 dans des favissæ des centaines d'offrandes votives dont une portant l'inscription [Me]nervae dono de[det],, dédicace datée du IIIe siècle av. J.-C. C'est également dans cette zone qu'est mise au jour en 1867 une statue en travertin de Minerve.

### Le nymphée
Les ruines du nymphée dit « temple de Minerve Medica » se situent entre la via Labicana et le mur d'Aurélien, le long de l'aqueduc de l'Anio Vetus.

## Fonction
Le temple républicain n'était pas seulement dédié à Minerve mais également à Apollon et à d'autres divinités guérisseuses. Il devait s'agir d'un temple de dimensions modestes qui ne devait pas être public. La façon dont Cicéron mentionne ce temple montre que le culte de Minerve Medica est encore bien établi à Rome à la fin de la République.

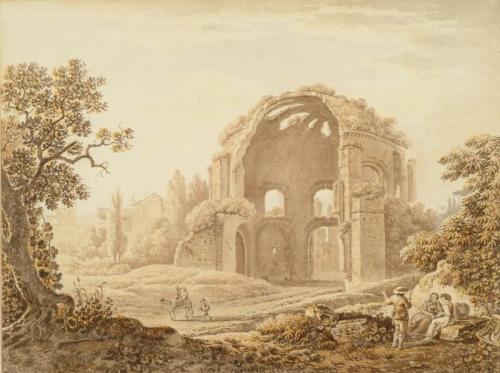
Le temple vers 1770. Aquarelle de Jacob More, Aberdeen Art Gallery, Aberdeen, Royaume-Uni.

Concernant l'autre édifice, contrairement à ce que son nom d'usage indique, il ne s'agit pas du temple de Minerve Medica cité par Cicéron. Il s'agit probablement d'un nymphée monumental mais il n'est mentionné dans aucune source antique, littéraire comme épigraphique, qui permettrait de le confirmer. Il est possible que ce nymphée ait fait partie à l'origine des Jardins Liciniani. Le nymphée, spectaculaire par ses dimensions et son plan décagonal, a pu être alimenté en eau par l'Anio Vetus dont le conduit passe non loin. Toutefois, cet usage n'est pas certain et il pourrait s'agir en fait d'une grande salle dinatoire.
La confusion qui amène à l'identification erronée de ce bâtiment comme temple de Minerve Medica remonte au XVIIe siècle alors qu'on dit avoir découvert à l'intérieur une statue en marbre de Paros de Minerve guérisseuse, appelée Athena Giustiniani du nom de Vincenzo Giustiniani. Le médecin et anatomiste Jules Cloquet visite le temple en 1837 et indique « qu’on y a trouvé la Minerve au serpent qui est au Vatican » et que ce sont des « ruines peu intéressantes ». Il semble toutefois que cette statue n'a en fait pas été mise au jour dans ces ruines,. Le nymphée est mentionné en tant que « temple dit de Minerve Medica » par Eugène Viollet-le-Duc dans son Dictionnaire raisonné de l’architecture française du XIe au XVIe siècle paru en 1854 pour illustrer l'article Voûte.

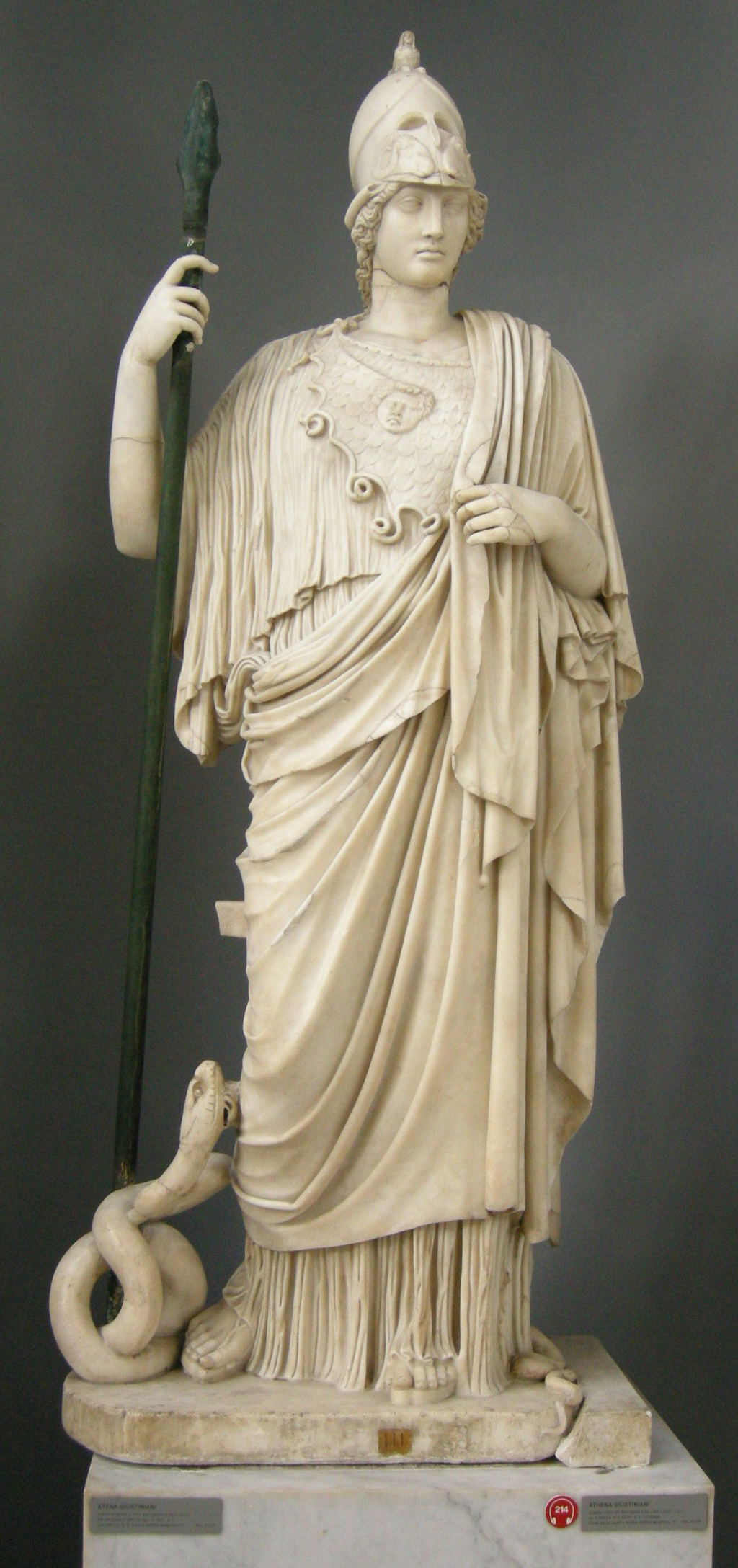
Statue de Minerva Medica dont la découverte a entrainé une confusion entre le temple et le nymphée, Musées du Vatican.
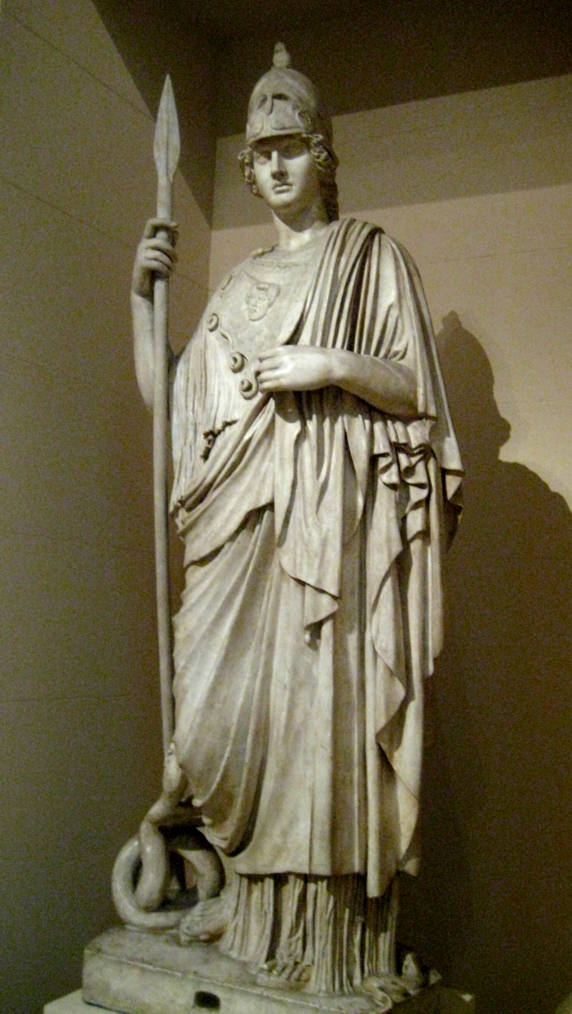
Minerva Medica, musée Pouchkine.

## Description
Les ruines actuelles du nymphée consistent en un édifice de plan décagonal en ciment recouvert de briques (opus latericium) de 24 mètres de diamètre pour 33 mètres de haut. Il est couvert d'un dôme dont une partie s'effondre en 1828. On retrouve ce type de structure dans le dôme du Panthéon ou la salle à manger de la Domus aurea. La salle principale est entourée de pièces annexes sur trois côtés, construites a posteriori. Les dix pans de murs intérieurs comportent des niches, excepté celui comprenant l'ouverture servant d'entrée. Au-dessus, alignées avec les niches, chaque pan de mur est percé d'une fenêtre. Les murs sont à l'origine recouverts de marbre, richement décorés à l'intérieur,.

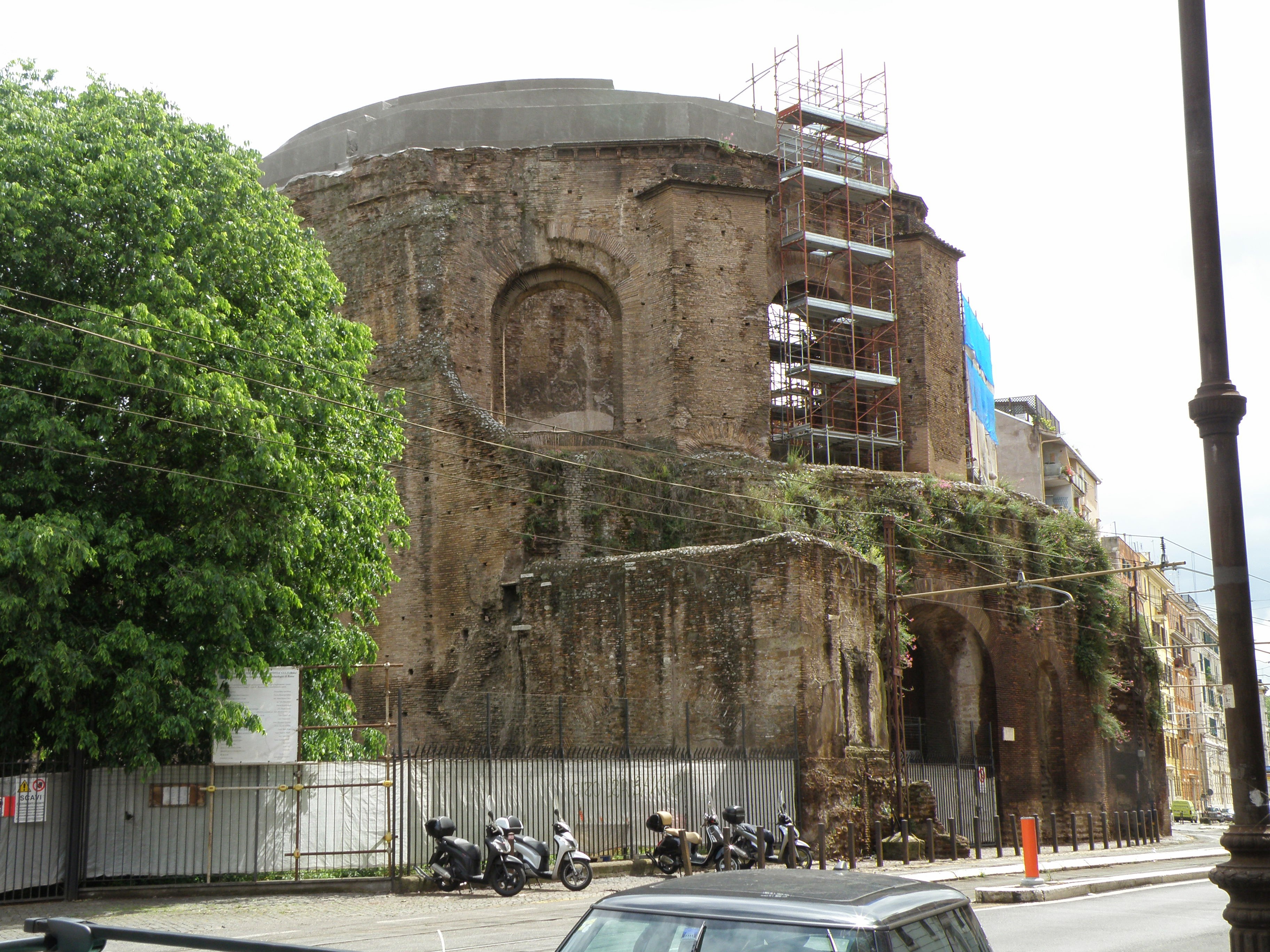
Vestiges du nymphée.
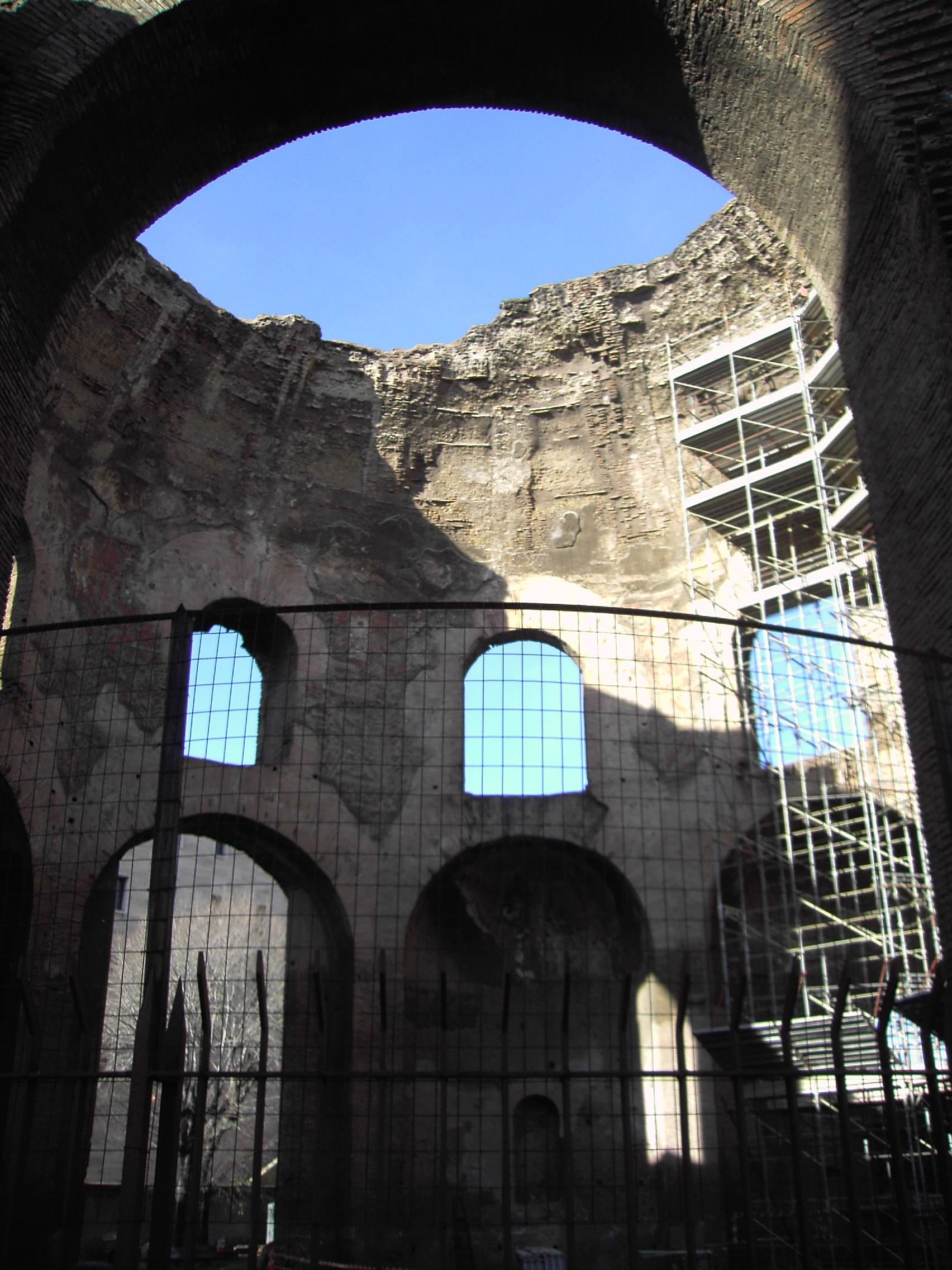
Intérieur du nymphée.
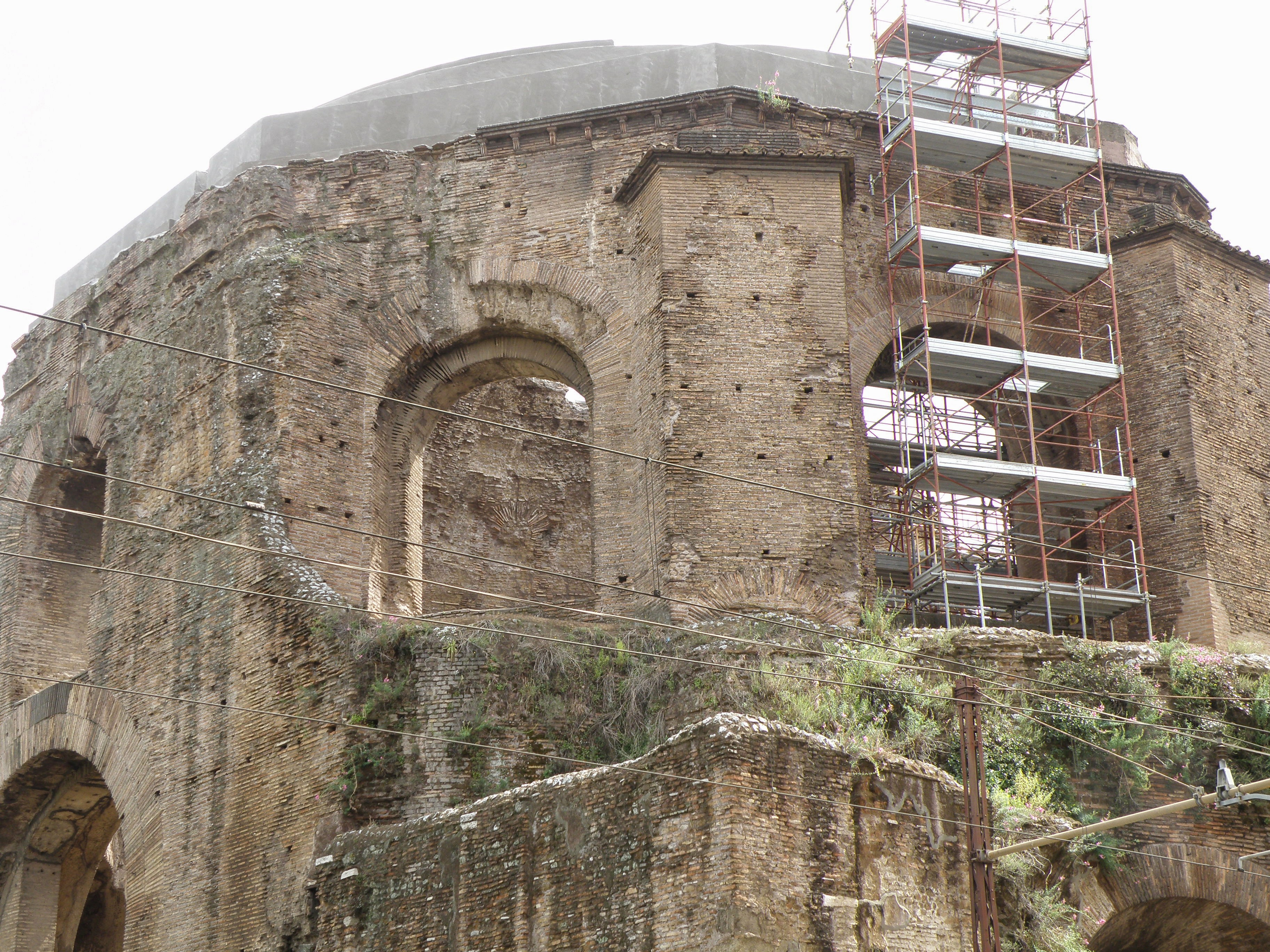
Détail de la partie supérieure de l'édifice décagonal.

## Représentations
Les ruines du nymphée sont le sujet de divers gravures et tableaux :
- Les Ruines du Palais des empereurs et Temple de Minerva Medica à Rome, huile sur bois de Cornelis van Poelenburgh, vers 1586-1667[11] ;
- Temple de Minerva Medica, huile sur toile attribuée à Niccolò Codazzi Viviano (1642-1693) ;
- Temple of Minerva Medica, Rome, Richard Wilson, 1754 ;
- Veduta del Tempio ottangolare di Minerva Medica, gravure de 1760 de Giovanni Battista Piranesi (46,6 × 70,1 cm) ;
- Temple de Minerva Medica à Rome, huile sur toile de Jean Pillement, entre 1765 et 1767 (148,5 × 134 cm) ;
- Temple de Minerva Medica près de Rome, huile de Jean-Baptiste Camille Corot, 1826, musée des Beaux-Arts d'Angers[11] ;
- The Temple of Minerva Medica, mezzotinte et eau-forte sur papier vélin de Joseph Mallord William Turner, 1811.

On les retrouve également comme éléments secondaire de compositions :
- Caprice architectural avec prédicateur dans des ruines romaines, huile sur toile de Giovanni Paolo Panini (96 × 134 cm), 1745 ;
- Le Fanal exhaussé, gravure sur cuivre de William Byrne d’après Claude Joseph Vernet (45 × 55,5 cm), 1772.

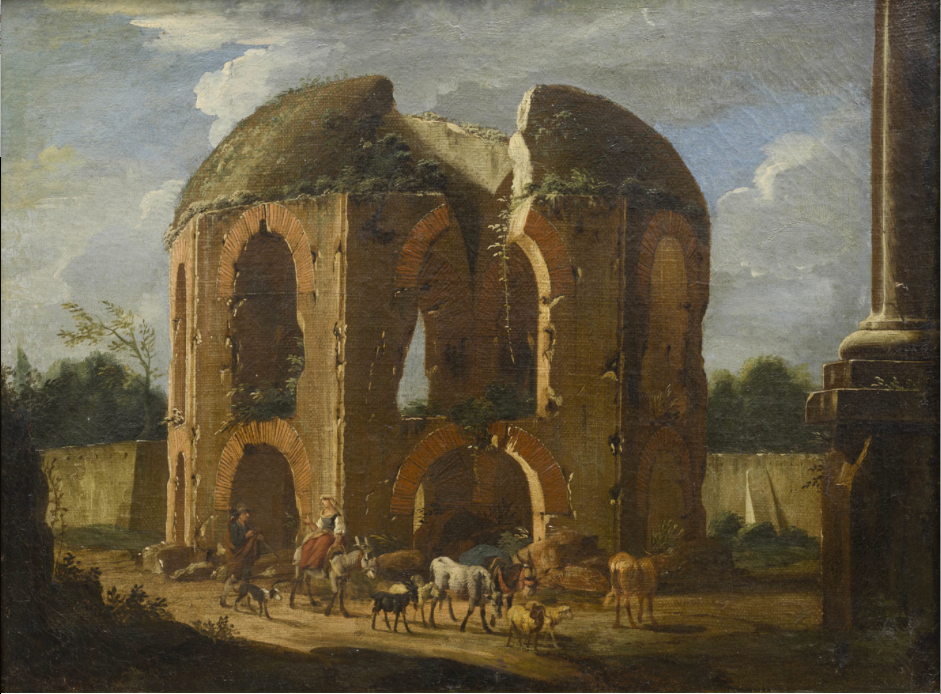
Temple de Minerva Medica, Niccolò Codazzi.
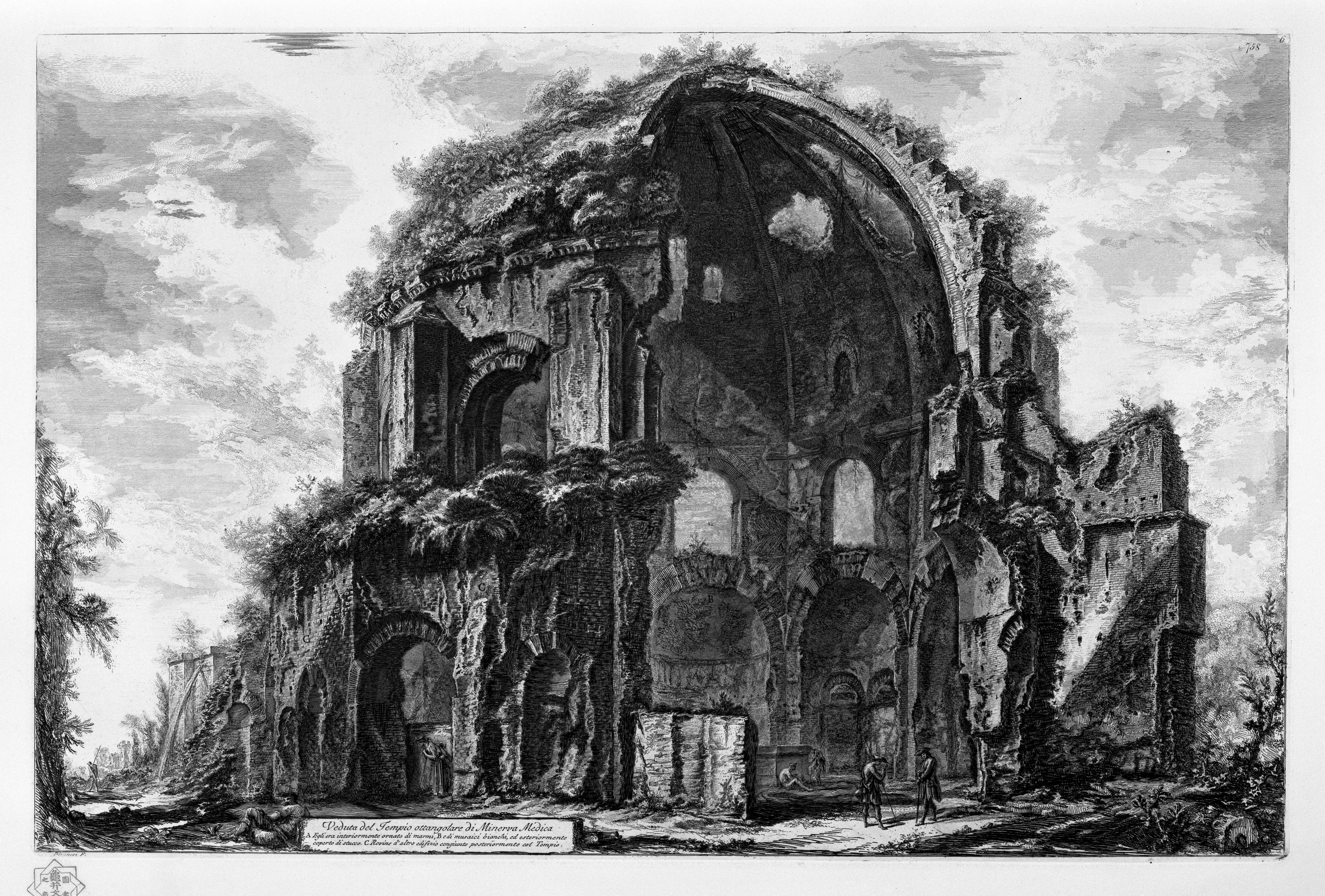
Veduta del Tempio ottangolare di Minerva Medici, Giovanni Battista Piranesi.
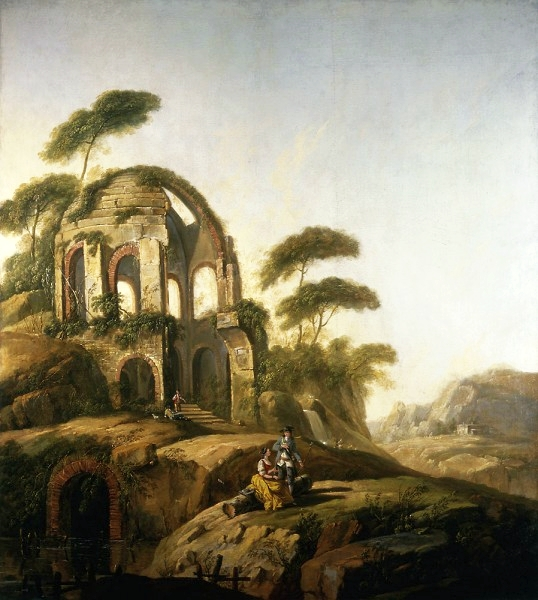
Temple de Minerva Medica à Rome, Jean Pillement.
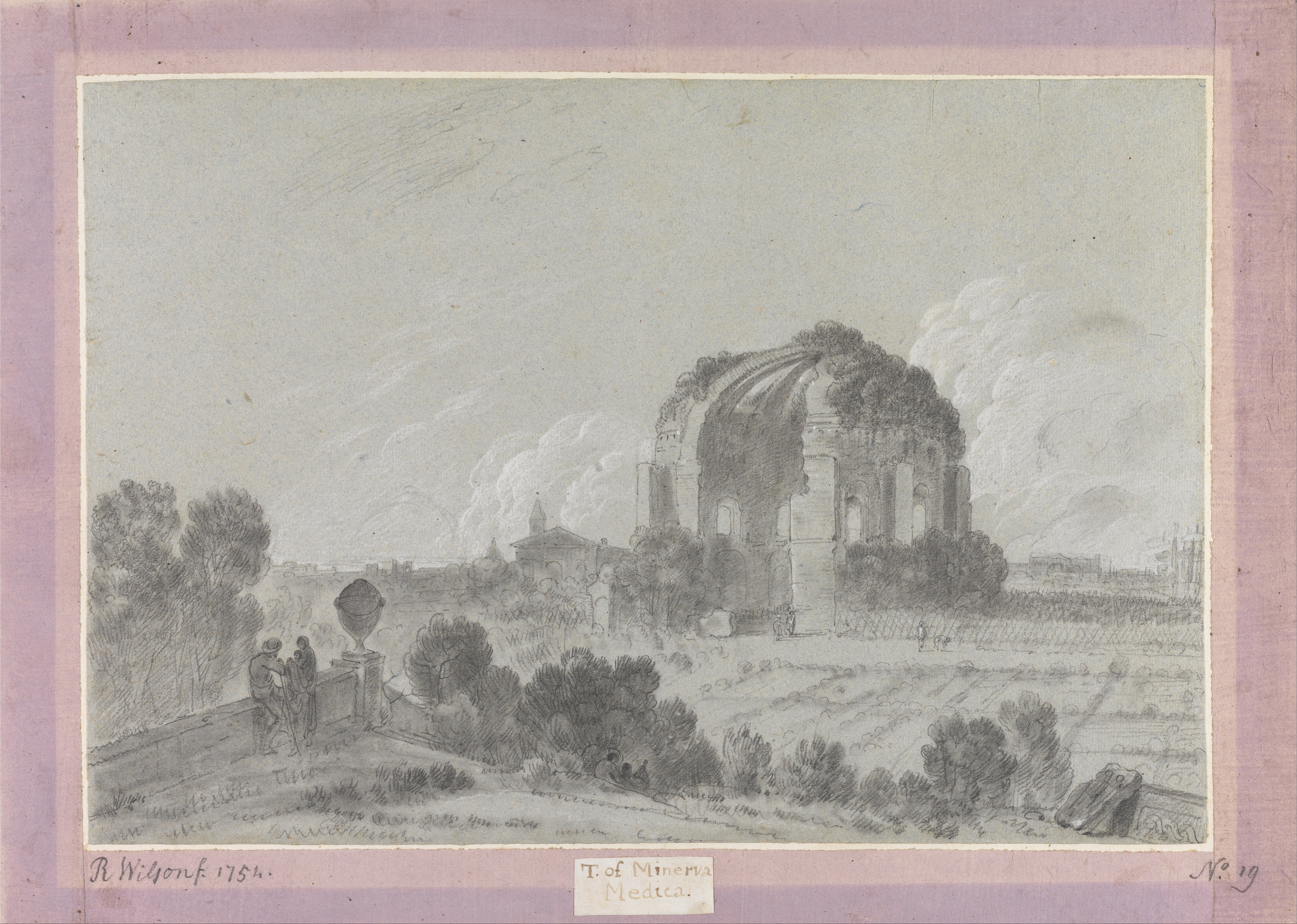
Temple of Minerva Medica, Rome, Richard Wilson.